# Senegalia senegal
Pour les articles homonymes, voir Gommier blanc.
Espèce
Synonymes
- Acacia circummarginata Chiov.[2]
- Acacia glaucophylla sensu Brenan[2]
- Acacia kinionge sensu Brenan[2]
- Acacia oxyosprion Chiov.[2]
- Acacia rupestris Boiss.[2]
- Acacia senegal subsp. modesta (Wall.) Roberty[2]
- Acacia senegal (L.) Willd.[3]
- Acacia thomasii sensu Brenan[2]
- Acacia verek Guill. & Perr.[3]
- Acacia volkii Suess.[2]
- Mimosa senegal L.[2]
- Senegalia senegal (L.) Britton[2]

Senegalia senegal, l'acacia du Sénégal ou  gommier blanc, est une espèce de plantes à fleurs de la famille des Fabacées. C'est un arbre originaire d'Afrique.

## Description

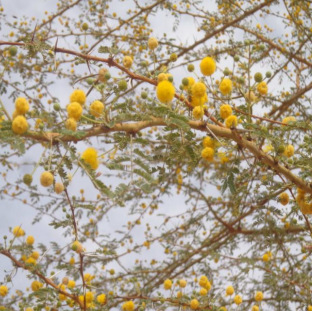
Fleurs d'Acacia du Sénégal (Senegalia senegal).

C'est un arbre de croissance rapide mais de taille modeste, de 3 à 6 m de haut. L'écorce est grise et part, sur les troncs des arbres adultes, en fines plaques de couleur un peu plus sombre.
Les rameaux sont velus lorsqu'ils sont jeunes.
Des épines généralement disposées par trois garnissent la base des pétioles des feuilles, deux latérales plus petites et la troisième, d’environ 5 mm de long, plus grande et plus nettement dirigées vers le sol. 
Le rachis des feuilles mesure de 2,5 à 5 cm de long et porte de 3 à 5 paires de folioles de 1,2 à 2,5 cm de long, elles-mêmes découpées en 8 à 15 paires de foliolules de 0,2 à 0,5 cm de long et d’environ 1 mm de large. Chaque foliolule est de forme linéaire, au sommet obtus, et est subsessile.
Les inflorescences apparaissent d'août à septembre pour le pic de floraison puis prolongation jusqu’en début de saison sèche (décembre). Ce sont des épis portés par un pédoncule long de 0,8 à 1,8 cm de long et chaque épi mesure de 5 à 10 cm de long. Au sein de l’épi, les fleurs sont sessiles ; elles sont composées d’un calice non velu, long d’un ou deux millimètre(s), et d’une corolle de 4 mm de long. Le nombre d’étamines est variable.
Le fruit est une gousse aplatie de 5 à 7,5 cm de long et de 1,7 à 2,5 cm de large, presque droite, légèrement plus étroite entre chaque graine, et avec un bec recourbé court à l'extrémité. Chaque gousse contient 5 ou 6 graines lisses, de couleur gris-vert à brun sombre, discoïdales, de 6 à 9 mm de diamètre. Chaque graine présente sur chacune de ses faces aplaties une dépression en forme de U.

## Répartition et habitat
L'origine exacte de cette espèce est incertaine, mais sa présence est ancienne en Afrique tropicale et dans la péninsule arabique. 

## Utilisations

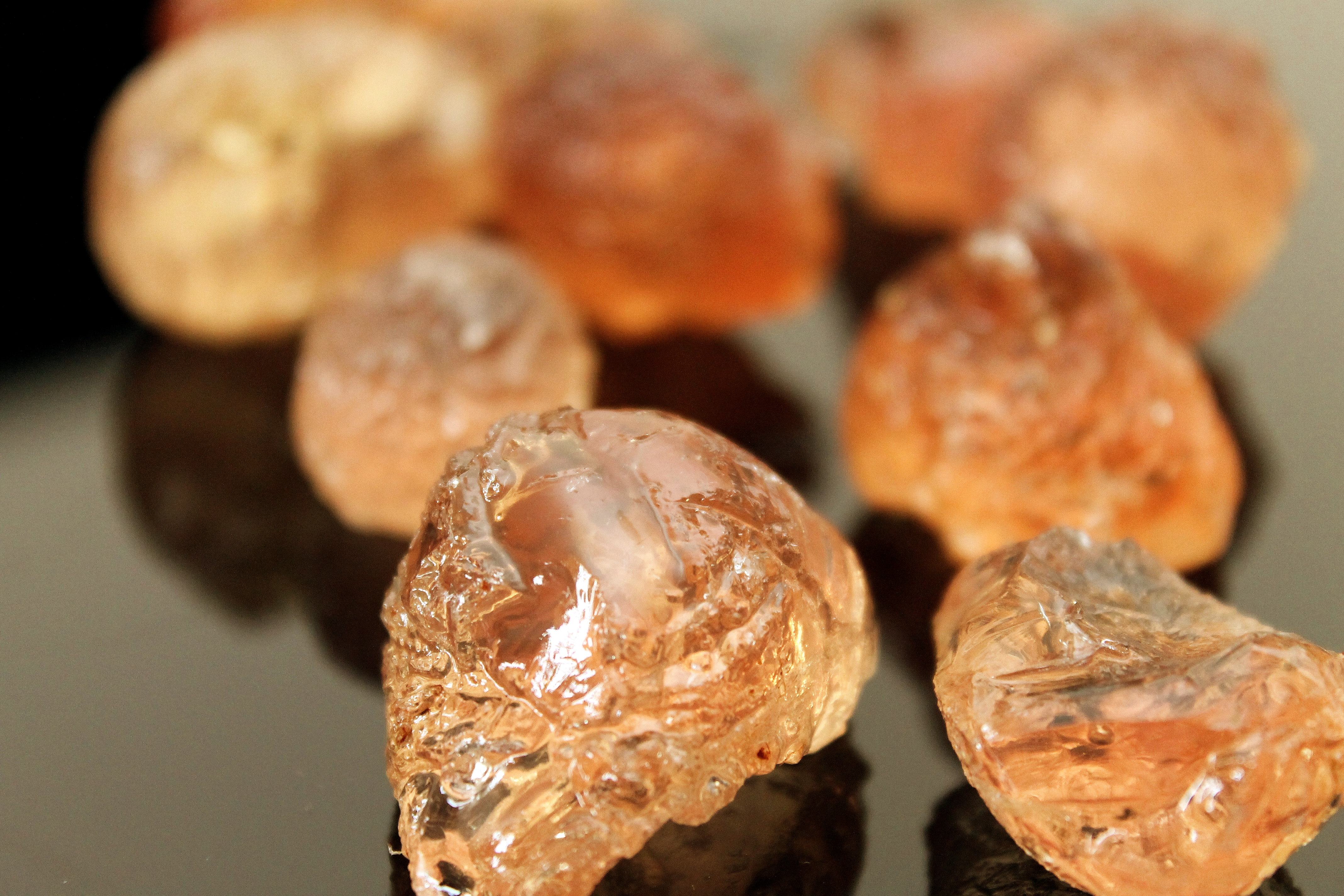
Gomme arabique.

On tire de l'exsudat de S. senegal la gomme arabique, utilisée à large échelle dans les industries pharmaceutique, alimentaire, cosmétique et textile. On le récolte en pratiquant des entailles dans le tronc et les branches de l'arbre ou en utilisant un outil en forme de biseau 
Le bois très dense sert à fabriquer des manches d'outils et à produire un charbon de haute qualité. L'écorce est riche en tanins et est utilisée dans la pharmacopée populaire pour ses propriétés astringentes et expectorantes. Les rameaux épineux font de bonnes haies défensives.
Le jeune feuillage et les cosses de S. senegal sont broutées par les ruminants domestiques et sauvages. La valeur nutritive pour le bétail des jeunes pousses, des gousses vertes et des graines se présente respectivement de la façon suivante: 20 %, 22 % et 39 % de protéines brutes, 28 %, 39 % et 21 % de fibres brutes, et 42 %, 31 % et 26 % d’extrait sans azote. Les feuilles contiennent 10–13 % de protéines assimilables, les gousses 15 %.
Les graines séchées sont utilisées comme nourriture par l'homme principalement comme aliment de disette.
À l'instar d'autres espèces de légumineuses, S. senegal fixe l'azote grâce à une bactérie fixatrice d'azote vivant dans les nodules des racines. Cette fixation de l'azote enrichit les sols pauvres où elle est cultivée, permettant la rotation d'autres cultures dans des régions naturellement pauvres en nutriments.
Les racines superficielles sont très utiles pour fabriquer toutes sortes de cordes très solides. L'écorce de l'arbre est également utilisée pour fabriquer de la corde.
Senegalia senegal est une des essences utilisées pour créer la grande muraille verte Africaine. Avec ses racines peu profondes largement ramifiées, l'arbre est approprié pour contrôler la désertification et l'érosion éolienne, en fixant les dunes de sable. Au Soudan, les plantations sont traditionnellement plantées de manière séquentielle après la culture du sorgho, des arachides, du sésame et du karkadeh, ce qui garantit 10 à 15 ans de récupération de la fertilité du sol.

## Culture
L'espèce a besoin de précipitations annuelles comprises entre 100 et 800 mm, généralement de 300 à 400 mm, et tolère des périodes de sécheresse de 8 à 11 mois. L'arbre ne survit pas au gel. Il préfère les sols sableux ou légèrement limoneux dans la zone saharienne semi-aride, en particulier en Afrique de l’Ouest et dans la partie occidentale du Soudan. Lors de sa première année, la racine pivot peut pousser jusqu’à 4 m de long. Ensuite, un système de racines radiales assez dense se développe dans un rayon de 10 m autour de l'arbre qui est alors capable de récolter de l’eau de pluie sur une surface de 400 m².
L'arbre peut commencer à fructifier dès sa troisième année.
Le rendement en gomme arabique dépend de la quantité d'eau suffisante dans le sol. Des études menées dans l'ouest du Soudan ont montré que la culture de Senegalia senegal à faible densité, ainsi que de sorgho ou de karkadeh, s'était révélée bénéfique, contribuant ainsi à la lutte contre la pauvreté et à l'approvisionnement alimentaire de la population locale.

## Synonymes
Selon le programme SAFORGEN: 
- Acacia verek
- Acacia rupestris
- Acacia trispinosa
- Mimosa senegal

## Liste des variétés
Selon Catalogue of Life (23 février 2018) :
- variété Senegalia senegal var. kerensis (Schweinf.) Kyal. & Boatwr.
- variété Senegalia senegal var. leiorachis (Brenan) Kyal. & Boatwr.
- variété Senegalia senegal var. rostrata (Brenan) Kyal. & Boatwr.
- variété Senegalia senegal var. senegal